# Grey Goose (vodca)
A Grey Goose é uma marca de vodca produzida na França. Foi criado nos anos 90 por Sidney Frank, que o vendeu em 2004 para a Bacardi. O Maître de Chai para Grey Goose é François Thibault, que desenvolveu a receita original da vodca em Cognac, na França.

## História da empresa
Grey Goose foi criado por Sidney Frank Importing Co (SFIC). Sidney Frank, CEO fundador da empresa, desenvolveu a ideia no verão de 1996. A ideia da Grey Goose era desenvolver uma vodca de luxo para o mercado americano. A SFIC formou uma parceria com o produtor de conhaque François Thibault (um francês Maître de Chai, ou Cônego Master) na França, a fim de fazer a transição de suas habilidades do conhaque para a produção de vodca.
A empresa selecionou a França devido à história culinária do país e se diferenciou de outras vodcas produzidas na Europa Oriental. A água usada para produzir a vodca veio de nascentes naturais na França, filtradas através de calcário de Champagne e feitas com trigo francês produzido localmente. A empresa também desenvolveu seu distinto frasco de vidro fumê com gansos franceses em vôo e entregou seu produto em caixotes de madeira semelhantes ao vinho.
Em 1998, a Grey Goose foi nomeada a vodca de melhor sabor do mundo pelo Beverage Testing Institute. A empresa acabou sendo vendida para a Bacardi por 2,2 bilhões de dólares em agosto de 2004. Naquele ano, a Grey Goose foi a vodca de marca premium mais vendida nos Estados Unidos. A empresa vendeu mais de 1,5 milhão de caixas naquele ano.
O economista Thomas J. Stanley discute Grey Goose em seu livro Stop Acting Rich (2009). Baseado em extensas pesquisas e pesquisas, Stanley descreve Grey Goose como uma bebida favorita dos americanos que ele denomina "aspiracionais" (ou seja, "aqueles que desejam agir ricos", independentemente da renda ou riqueza real e assim gastam grandes quantidades de renda em itens de status ). Grey Goose custa até quatro ou cinco vezes mais do que a maioria competindo marcas de vocka e não alcançou o top 10 em um teste de 2,005 gosto de marcas de vodca publicados no The New York Times, ainda tem ainda visto "o crescimento das vendas explosivas" em poucos anos devido, em grande parte, a ser percebido como uma bebida da elite econômica - mais ainda do que itens como relógios de pulso Rolex ou automóveis Mercedes Benz.

## Descrição do produto
O trigo usado na criação da vodca Grey Goose é cultivado na Picardia, na França. Destilado na mesma região, norte e leste de Paris, o destilado é então enviado para Cognac, na França, onde é misturado com água de nascente e engarrafado. O trigo usado no Grey Goose é trigo mole de inverno, semeado em outubro e colhido em agosto, o que proporciona quatro meses adicionais de crescimento em comparação ao trigo de verão. O trigo vendido para a Grey Goose é classificado como "pão de trigo superior" e trigo macio.
Embora feito de trigo, como destilado, o Grey Goose é livre de glúten. O processo de destilação remove o glúten do produto final purificado.
Enzimas são usadas para quebrar os carboidratos em açúcares fermentáveis. A fermentação ocorre continuamente ao longo de seis tanques em cascata, produzindo uma cerveja à prova de 20. A lavagem é então destilada no espírito usando um processo de cinco etapas. A água usada na vodca vem de uma fonte natural de 150 metros abaixo da instalação de mistura em Cognac, que é revestida com calcário, fornecendo água mineral rica em cálcio. Essa água é então filtrada para remover as impurezas. Após a filtração, a vodca é engarrafada em uma fábrica dedicada exclusivamente ao engarrafamento da Grey Goose. A vodca Grey Goose é engarrafada com uma rolha substituível em vez de uma tampa roscada.

## Sabores
Grey Goose é a primeira vodca a ser produzida na tradição de Maître de Chai, que permite a produção de aromas no processo de destilação específico da vodca Grey Goose. É feito a partir de ingredientes 100% franceses, incluindo versões com sabor da vodca. Por exemplo, o Grey Goose La Poire foi o resultado do relacionamento da Thibault com um confeiteiro parisiense, cuja tarte de pêra inspirou a receita do novo sabor de vodca.
Grey Goose Le Citron é uma vodca com sabor de limão. Grey Goose Cherry Noir é uma vodca com sabor de cereja preta, Grey Goose L'Orange é uma vodca com sabor de laranja, e a outrora aposentada, e de volta por um tempo limitado, com sabores de baunilha canela e caramelo. O Grey Goose Le Melon, a mais recente expressão aromatizada lançada no verão de 2014, é feita com melões Cavaillon da região de Provence, na França. Thibault afirmou que a Grey Goose não planeja expandir seu número de vodcas com sabor extensivamente, a fim de não se desviar do sabor original. A empresa patrocinou os eventos Grey Goose Taste by Appointment, nos quais os mixologistas pessoais tentam combinar os coquetéis de Grey Goose com os perfis de gosto dos clientes.